# Lustra 2
Lustra 2 (ang. Mirrors 2) – amerykański horror z 2010 roku, wydany bezpośrednio na DVD. Jest to sequel filmu Lustra (2008).

## Opis fabuły
Max jest pracownikiem ochrony w firmie swojego ojca. Jego poprzednik odszedł z pracy z powodu załamania nerwowego. Maxa dręczą wizje dziewczyny w lustrach, widzi też śmierć swoich współpracowników, którzy wkrótce zaczynają ginąć w brutalnych okolicznościach.

## Obsada
- Nick Stahl jako Max Matheson
- Emmanuelle Vaugier jako Elizabeth Reigns
- Stephanie Honore jako Eleanor Reigns
- Jon Michael Davis jako Ryan Parker
- Christy Carlson Romano jako Jenna McCarty
- Lawrence Turner jako Keller Landreaux
- William Katt jako Jack Matheson
- Jennifer Sipes jako Kayla
- Ann Mckenzie jako dr Beaumont